# Чесне слово (опера)
«Чесне слово»  (польськ. Verbum nobile) — опера на одну дію польського композитора Станіслава Монюшка на лібрето Яна Хенцінського. Прем'єра опери відбулася 1 січня 1861 року. Опера вважається зразком зрілої польської комічної опери.

## Дійові особи
- Сервацій Лагода, дворянин — бас
- Зузя, його дочка — сопрано
- Марцін Пакула, дворянин — баритон
- Міхал (Станіслав), його син — баритон
- Бартоломей — баритон
- Односельчани та односельчани

## Зміст
Молодий дворянин Міхала Пакули втрапив у ДТП під час подорожі. Дворянка Зузя з сусіднього маєтку опікується хворими, але хлопець представляє себе іменем Станіслав. Молоді закохуються. Батько Зузі, пан Сервацій Лагода, заявляє, що від цієї любові нічого не буде, тому що, коли Зузя була ще дитиною, він дав «verbum nobile» (благородне слово честі) своєму другові — Марціну Пакулі, що його дочка стане дружиною сина. У той час як молода в розпачі — роздратований Сервацій дає ще один «verbum nobile», що Зузя ніколи не вийде заміж за Станіслава. Після багатьох пригод виявляється, що Станіслав — син Марціна Пакули. Навіть друге слово шляхтича не може мати сили. Зузя пояснює, що це стосувалося Станіслава, а не Михала.